# Superleague Ellada 2
Superleague Ellada 2 (gr. Ελληνική Σούπερ Λίγκα 2) – drugi poziom rozgrywek ligowych w piłkę nożną w Grecji. Liga została założona w 2019 po restrukturyzacji greckich rozgrywek piłkarskich zastępując Football League na drugim szczeblu rozgrywkowym. W rozgrywkach bierze udział 20 drużyn rozdzielonych do dwóch grup: północnej i południowej.

## Skład ligi w sezonie 2020/2021
| Klub              | Miasto    |
| ----------------- | --------- |
| Apollon Larissa   | Larisa    |
| Chania FC         | Chania    |
| GS Diagoras Rodos | Rodos     |
| GS Doksa Dramas   | Drama     |
| PAE Ergotelis     | Heraklion |
| AO Ionikos        | Nikiea    |
| O.F. Ierapetra    | Jerapetra |
| A.E. Karaiskakis  | Arta      |
| APO Lewadiakos    | Liwadia   |
| Panachaiki GE     | Patras    |
| Trikala           | Trikala   |
| AO Ksanti         | Ksanti    |

## Zwycięzcy rozgrywek
| Sezon     | Zwycięzca  |
| --------- | ---------- |
| 2019/2020 | PAS Janina |